# ندينجاي (أسطورة)
ندينجاي (بالإنجليزية: Ndengei)‏ الإله الخالق في صورة أفعى في أساطير ميلانيزيا، وهو الإله الذي تحدث تحركاته زلزالا في الأرض. وتقدم إليه القرابين من الخنازير وأول ثمار. أما ابنه، الذي يسمى أحيانا بالإله الخالق أيضا فهو الذي جلب النار إلى الجنس البشري.

### أساطير بولينيزية
- أتيا وبابا
- حوميتي كيتيكي
- في إي (ميثولوجيا)
- فيفارنجو
- هوميا (ميثولوجيا)
- ماراما (ميثولوجيا)
- ماكي (ميثولوجيا)
- موي (ميثولوجيا)

### أساطير ميكرونيزية
- ألولوي (ميثولوجيا)
- كيراتا (ميثولوجيا)
- لؤا (ميثولوجيا)
- لاتيميكيك